# Stasi, Dîkanka
Stasi (în ucraineană Стасі) este localitatea de reședință a comunei Stasi din raionul Dîkanka, regiunea Poltava, Ucraina.

## Demografie
Componența lingvistică a localității Stasi
     Ucraineană (94,59%)
     Rusă (4,52%)
     Alte limbi (0,28%)
Conform recensământului din 2001, majoritatea populației localității Stasi era vorbitoare de ucraineană (94,59%), existând în minoritate și vorbitori de rusă (4,52%).